# Amandla Stenberg
Amandla Stenberg (Los Angeles, 23 oktober 1998) is een Amerikaanse actrice. Stenberg speelde de jonge Cataleya in Colombiana en Rue in The Hunger Games.

## Jonge jaren
Amandla ('kracht' in het Zoeloe) Stenberg is geboren in Los Angeles, als dochter van een Afro-Amerikaanse moeder en een Deense vader. Haar grootmoeder van vaderskant kwam uit Groenland en had een Inuitachtergrond. Op vierjarige leeftijd begon Stenberg mee te doen aan televisiecommercials voor Disney. De actrice heeft ook meegespeeld in reclames voor onder anderen McDonald's, Kmart en Walmart.

## Acteercarrière
In 2011 was Amandla Stenberg voor het eerst te zien in een film: in Colombiana als de jonge versie van Zoë Saldana's rol. Stenbergs doorbraak kwam in 2012, met de rol van Rue in The Hunger Games, van Gary Ross. Deze film is gebaseerd op het gelijknamige boek van Suzanne Collins. In The Hunger Games acteert Stenberg met onder anderen Jennifer Lawrence, Josh Hutcherson, Liam Hemsworth en Alexander Ludwig. In 2017 speelde ze de hoofdrol in Everything, Everything, naar het gelijknamige boek van Nicola Yoon. In 2018 speelt Amandla mee in The Hate U Give, gebaseerd op het gelijknamige boek van Angie Thomas.

## Liefdadigheidswerk
Stenberg zet zich in voor de liefdadigheidsorganisatie Share Our Strength, ook wel bekend als No Kid Hungry, die ervoor wil zorgen dat er in Amerika geen kinderen meer te weinig eten hebben. Stenberg zegt hierover: "Eten is een van de dingen die een mens nodig heeft. En ik weet dat we dat aan ieder kind in dit land kunnen geven."

## Privéleven
Stenberg identificeert zich als non-binair en biseksueel.

## Filmografie
- 2011: Colombiana - jonge Cataleya
- 2012: A Taste Of Romance - Taylor
- 2012: The Hunger Games - Rue, hiervoor won ze een Teen Choice Award for Choice Chemistry, gedeeld met Jennifer Lawrence.
- 2013-2014: Sleepy Hollow - Macey Irving
- 2014: Rio 2 - Bia (dochter van Blu en Jewel) (stem)
- 2015: Mr. Robinson - Halle Foster
- 2016: As You Are - Sarah
- 2016: Beyoncé: Lemonade (televisiefilm)
- 2017: Everything, Everything
- 2018: The Darkest Minds - Ruby Daly
- 2018: The Hate U Give  - Starr
- 2022: Bodies Bodies Bodies - Sophie
- 2023: Spider-Man: Across the Spider-Verse - Margo Kess / Spider-Byte (stem)
- 2024: The Acolyte - Verosha "Osha" Aniseya & Mae-ho Aniseya

Stenberg speelde ook een klein rolletje in de muziekvideo van het nummer Youth van Troye Sivan.